# Amica (opera)
Amica è un'opera in due atti del compositore Pietro Mascagni, su libretto di Paul Bérel (pseudonimo di Paul de Choudens). Unica opera di Mascagni su libretto in lingua francese, fu un immediato successo, sia di pubblico che di critica, alla prima al Grand Théâtre de Monte Carlo il 16 marzo 1905. Mascagni in persona diresse la rappresentazione. La prima in Italia (con libretto in lingua italiana del librettista preferito di Mascagni, Giovanni Targioni-Tozzetti) fu data il 13 maggio 1905 al Teatro Costanzi di Roma.

## Opera
Come tutte le opere di Mascagni, ad eccezione di Cavalleria rusticana e de L'amico Fritz, Amica cadde presto nel dimenticatoio. Una delle poche riprese in epoca moderna avvenne il 4 agosto 2007 al Festival della Valle d'Itria, quando fu messa in scena la prima versione con libretto in francese (ne è stato realizzato un CD indicato sotto). Nell'ottobre 2008, l'Opera di Roma rappresentò la versione con libretto in italiano per una coproduzione con l'Opéra de Montecarlo ed il Teatro Carlo Goldoni di Livorno.
Ambientata nelle montagne della Savoia intorno al 1900, Amica è un classico dramma del verismo. Essa narra una tragedia che coinvolge due fratelli (Giorgio e Renaldo) e la donna amata da entrambi (Amica).

## Ruoli
| Personaggi   | Voce     | Cast della prima francese, 16 marzo 1905 Direttore: Pietro Mascagni | Cast della prima italiana, 13 maggio 1905 Direttore: Pietro Mascagni |
| ------------ | -------- | ------------------------------------------------------------------- | -------------------------------------------------------------------- |
| Amica        | soprano  | Geraldine Farrar                                                    | Amelia Karola                                                        |
| Giorgio      | tenore   | Charles Rousselière                                                 | Piero Schiavazzi                                                     |
| Renaldo      | baritono | Maurice Renaud                                                      | Riccardo Stracciari                                                  |
| Père Camoine | basso    | Henri-Alexandre Lequien                                             | Leo Eral                                                             |
| Magdelone    | soprano  | Paola Rainaldi                                                      | Italia Bonetti                                                       |

## Registrazioni
- In italiano: Katia Ricciarelli, Fabio Armiliato, Walter Donati, Elia Padovan, Hungarian Radio and Television Symphony Orchestra & Chorus. Direttore: Marco Pace. Del 1996. Kicco Classic 00296
- In francese: Anna Malavasi, David Sotgiu, Pierluigi Dilengite, Marcello Rosiello, Francesca De Giorgi, Festival della Valle d'Itria, Orchestra Internazionale d'Italia, Bratislava Chamber Choir. Direttore: Manlio Benzi. Digital live recording. Del 2008. Dynamic CDS 574